# 최희량 임란관련 고문서 - 첩보서목
최희량 임란관련 고문서(崔希亮 壬亂關聯 古文書)는 전라남도 나주시 국립나주박물관에 있는, 조선시대 선조 31년(1598) 임진왜란 당시 흥양(지금의 전라남도 고흥군)현감으로 있던 일옹 최희량(1560∼1651)이 당시 전라수군절도사 이순신 장군과 전라도 관찰사에게 왜적을 격파한 전과보고 문서이다. 1979년 7월 26일 대한민국의 보물 제660호로 지정되었다.

## 개요
최희량 임란관련 고문서 - 첩보서목(崔希亮 壬亂關聯 古文書 - 捷報書目)은 선조 31년(1598) 임진왜란 당시 흥양(지금의 전라남도 고흥군)현감으로 있던 일옹 최희량(1560∼1651)이 당시 전라수군절도사 이순신 장군과 전라도 관찰사에게 왜적을 격파한 전과보고 문서이다.
최희량은 무과에 급제하여 임진왜란이 터지자 선전관으로 활약하였고, 정유재란 때는 이순신의 부하로 있으면서 많은 전공을 세워 후에 원종공신에 올랐다.
원래는 따로 흩어져 있던 것을 공의 후손인 최기정이 서목의 뒤에 19절지로 배접하여 첩으로 만들었다. 이 첩책 표지에 최기정이 ‘최일옹파왜보첩원본’이라는 제목을 붙이고, 각 문건마다에 백지 또는 붉은 종이를 표지로 붙여 내용분류를 쉽게 하였다.
이 문건의 내용은 현지에서 작성한 전과보고서로, 그 여백에 상관이 회답을 적어보내는 형태의 당시 공문서 양식을 그대로 보존하고 있다. 또한, 왜적들과 싸워 크게 승전을 거둔 전말을 담고 있어 다른 기록에는 있지 않은 귀중한 사실이 이 서목을 통해 새로이 밝혀졌다.
이것은 당시 공문서의 양식을 살필 수 있는 매우 희귀한 자료로 평가된다.

## 참고 자료
- 최희량 임란관련 고문서 - 첩보서목 - 국가유산청 국가유산포털